# Brigitte Girardin

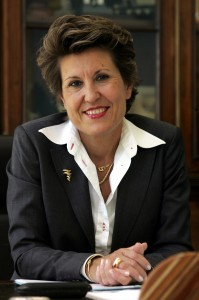
Brigitte Girardin (2012)

Brigitte Girardin (* 12. Januar 1953 in Verdun (Meuse)) ist eine französische Diplomatin und ehemalige Politikerin (bis 2009 UMP, dann RS). Sie war 2002–2005 Ministerin für die Überseegebiete, anschließend bis 2007 beigeordnete Ministerin im Außenministerium und von 2015 bis 2021 Mitglied des französischen Rechnungshofs Cour des Comptes.

## Leben und Karriere
Nach dem Abitur am Lycée Marguerite in Verdun, studierte sie an der Université Paris 1 Panthéon-Sorbonne, wo sie eine Licence in Rechtswissenschaften erwarb. Sie absolvierte das Institut d’études politiques de Paris (Sciences Po) in Paris. Sie ist verheiratet und Mutter von zwei Kindern.
In der Zentrale des französischen Außenministeriums am Quai d’Orsay war Girardin von 1976 bis 1978 in der Personalführung und allgemeinen Administration tätig. Zwischen 1978 und 1981 war sie in der Abteilung für Afrika und Madagaskar verantwortlich für die Wirtschaftsbeziehungen zwischen Frankreich und den Ländern Mittel- und Ostafrikas. Anschließend war sie für Frankreich an den Verhandlungen zum EWG-Beitritt Spaniens und Portugals beteiligt. Von 1983 bis 1986 war Girardin erste Sekretärin in der Ständigen Vertretung Frankreichs bei den Vereinten Nationen in New York. Von 1986 bis 1988 ließ sie sich vorübergehend an das Wirtschafts- und Finanzministerium abordnen, wo sie als Kabinettschefin (Büroleiterin) der beigeordneten Ministerin für Privatisierung Camille Cabana fungierte. 
Zurück im Außenministerium war Girardin von 1989 bis 1993 in der Rechtsabteilung für das Aushandeln von Seegrenzen- und Fischereiabkommen zuständig. Es folgten Stationen im Leitungsstab des Ministeriums für Überseegebiete, zunächst unter Dominique Perben, dann als Stabschefin von Jean-Jacques de Peretti. Von 1998 bis 2000 war Girardin die Verwaltungsleiterin (administrateur supérieur) der Französischen Süd- und Antarktisgebiete im Range einer Präfektin. Dann beriet sie bis 2002 den Staatspräsidenten Jacques Chirac zu Angelegenheiten der Überseegebiete.
Während der zweiten Amtszeit Chiracs als Präsident war Girardin von Mai 2002 bis Mai 2005 Ministerin für die Überseegebiete in den Kabinetten Raffarin I, II und III. Unter dem Premierminister Dominique de Villepin amtierte sie von Juni 2005 bis Mai 2007 als beigeordnete Ministerin für Zusammenarbeit, Entwicklung und Francophonie im Außenministerium (das von Philippe Douste-Blazy geleitet wurde). Innerhalb der Regierungspartei UMP gehörte Girardin zu den wichtigsten Unterstützern de Villepins, den sogenannten villepenistes. Im Jahr 2009 verließ sie, wie de Villepin, die UMP und schloss sich 2010 dessen neuer Partei République solidaire an, wo sie die Position der Generalsekretärin und Parteisprecherin sie bis 2011 innehatte. Aus Unzufriedenheit mit der Regierung ihres ehemaligen Parteikollegen Nicolas Sarkozy, erklärte sie bei der Präsidentschaftswahl 2012 öffentlich, den Sozialisten François Hollande zu wählen. 
Von 2013 bis 2014 fungierte Girardin als Sondervertreterin der Regierung Französisch-Polynesiens in Paris. Die Regierung von Manuel Valls berief Brigitte Girardin 2015 als conseiller maître in den französischen Rechnungshof Cour des Comptes. Trotz Erreichen des Ruhestandsalters von 65 Jahren beließ sie Präsident Emmanuel Macron bis Anfang 2021 in dieser Position.